# St. Theresa Point
St. Theresa Point est une Première Nation dans le Nord du Manitoba au Canada. Elle possède trois réserves dont la plus grande en termes de superficie et de population est celle de St Theresa Point.

## Démographie
En janvier 2022, la bande de St. Theresa Point avait une population inscrite totale de 4 428 membres dont la majorité, c'est-à-dire plus de 92%, vivait sur une réserve.

## Géographie
La Première Nation de St. Theresa Point possède trois réserves au Manitoba dont la plus grande tant en termes de superficie que de population est celle de St. Theresa Point qui est située sur la rive ouest du lac Island (en),.
| Réserve          | Superficie (hectares) | Emplacement                                            |
| ---------------- | --------------------- | ------------------------------------------------------ |
| Cantin Lake      | 1 912,1               | Rives sud et est du lac Cantin                         |
| Mukwa Narrows    | 890,3                 | 140 km à l'est de Negginan et nord-ouest du lac Elliot |
| St Theresa Point | 2 885                 | Rive ouest du lac Island (en)                          |

## Personnalité notable
- Judy Klassen (en)